# フリードリヒ・マクシミリアン・クリンガー

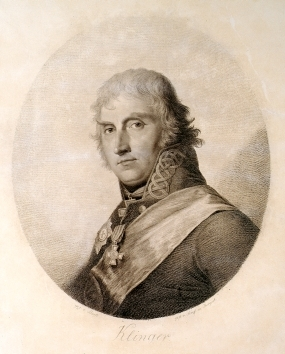
クリンガーの肖像、1807年

フリードリヒ・マクシミリアン・フォン・クリンガー（Friedrich Maximilian von Klinger、1752年2月17日 - 1835年2月25日）は、ドイツの作家。ゲーテらと交流を持ち、シュトゥルム・ウント・ドラングの代表的な劇作家として活動。その後経済的に窮乏したため若くしてロシアに渡り、この地で出世を重ね将軍にまでのぼりつめる一方小説などの作品執筆を続けた。主な作品に『双生児』、前述の文学運動の名称のもととなった『シュトルム・ウント・ドランク』などがある。

## 生涯
フランクフルトに生まれる。8歳のときに父親が死に、以降は母親が小売商や洗濯女として働きながらひとりで息子と二人の娘を育て上げた。奨学金を得てギムナジウムに通い、1772年からはゲーテや彼を中心として集まった若い世代の作家たち、すなわちヤーコプ・ミヒャエル・ラインホルト・レンツやハインリヒ・レオポルト・ヴァーグナーらと親交を持った。1774年からはゲーテの援助をうけてギーセンで法学を学んでいる。
1775年に処女作『オットー』を発表、1776年には出世作『双生児』を書くが、弟が兄をねたんで殺すこの作品はヨーゼフ2世により翌年上演禁止とされた。これらの劇作が成功を見たため1776年に大学を去るが、ヴァイマルで現在も原因が究明されていないゲーテとの仲違いが起こり、その後新作『シュトルム・ウント・ドランク』を携えアベル・ザイラーの一座の座付き劇作家となった。しかし経済的に成功せず、ゲーテの義兄弟ヨハン・ゲオルク・シュロッサーの助力でバイエルンの軍隊に応募し、王位継承戦争に参加して1778年から79年にかけてベーメンに渡った。戦争終結後は友人を頼りエメンディンゲンに戻る。
1780年、ふたたびシュロッサーの協力によって、ロシア皇太子パーヴェル・ペトロヴィッチ大公のもとで海軍将校となり、同時に皇太子妃マリア・フョードロヴナ大公女の朗読者として雇用された。1781年から82年にかけてはパーヴェル1世に付き随ってウィーン、イタリア、パリ、ドイツを旅行している。1785年からは士官学校で教育者としてのキャリアを開始する。1787年に貴族の女性エリザヴェータ・アレクセーエヴナと結婚。1801年より少将、1811年には中将となった。一方ロシアに渡って以降も旺盛に創作を続けており、風刺小説『プリンプランプラスコ』（1780年）、ファウスト伝説をはじめて小説化した『ファウストの生涯、行いと地獄行き』（1791年）などを残している。1816年に退役、1835年、自身の79歳の誕生日からまもなくエストニアで死去、サンクト・ペテルブルクの墓地に葬られた。